# A Sceptic’s Universe
A Sceptic’s Universe ist das bislang einzige Studioalbum der norwegischen Progressive-Metal-Band Spiral Architect. Es erschien Ende 1999 in Asien und Anfang 2000 in Europa und den USA bei Sensory Records.

## Entstehung und Veröffentlichung
Im Jahr 1997 unterzeichneten Spiral Architect einen Plattenvertrag mit Sensory Records und nahmen ihr Debütalbum im Juni 1998 hauptsächlich in Texas auf. Dort wurde es im Februar 1999 vom Produzenten Neil Kernon auch abgemischt. Die japanische Auflage hatte ein rot (statt blau) eingefärbtes Cover und enthielt ein Fates-Warning-Cover als Bonus-Titel. Nach der Veröffentlichung von A Sceptic’s Universe wurde Kaj Gornitzka durch Andreas Jonsson ersetzt. Im September 2000 kündigte die Band an, mit Proben für ein zweites Album begonnen zu haben, das später jedoch immer wieder verschoben wurde und bislang nicht erschienen ist.

## Titelliste
1. Spinning – 3:23
2. Excessit – 6:14
3. Moving Spirit – 3:44
4. Occam’s Razor – 1:33
5. Insect – 5:54
6. Cloud Constructor – 5:25
7. Conjuring Collapse – 6:31
8. Adaptability – 4:34
9. Fountainhead – 6:30

## Stil
Spiral Architect spielen auf dem Album schnellen und technischen Progressive Metal mit vielen Breaks, „verzwickten Rhythmen und Gesangmelodien, diszipliniertem Zusammenspiel, flinkem Bass, sowie akustischen, jazz-rockigen, orientalischen und sonstigen Einsprengseln“. Eine stilistische Verwandtschaft zu Psychotic Waltz, Watchtower, Cynic und Sieges Even ist erkennbar. Auch Øyvind Hægelands Gesang wird immer wieder mit Buddy Lackey von Psychotic Waltz verglichen.

## Rezeption
Das Album wurde von der Presse zwar überwiegend positiv aufgenommen, war aber lange nur ein kaum bekannter Geheimtipp. Heute gilt es als Klassiker des Progressive Metal. Fierce von vampster gibt zu bedenken, dass A Sceptic’s Universe ein Album sei, „das man sich nur zu ganz bestimmten Zeiten anhören kann und das auch nicht zum nebenbei gehört werden geeignet ist. Dazu ist das Material viel zu komplex und oft auch anstrengend.“ Udo Gerhards von den Babyblauen Seiten findet, es „stellt sich […] nach spätestens der Hälfte des Albums eine gewisse Gleichförmigkeit ein; es fällt […] auch nach einigen Hördurchgängen schwer, die einzelnen Titel zuzuordnen“. Nik Brückner jedoch lobt: „Frickelsüchtige kommen hier sowas von auf ihre Kosten, während Fans, die eher auf der Suche nach Melodien sind, keinesfalls außen vor bleiben müssen: ‘A Sceptic’s Universe’ schafft es, Brücken in alle möglichen Richtungen zu schlagen, und das ist sein großes Verdienst.“ Boris Kaiser vom Rock Hard resümiert: „Songs hervorzuheben, kann man sich sparen: ‘A Sceptic’s Universe’ ist das oft zitierte Gesamtkunstwerk, ein […] 44-minütiges Break-Best-of – und in letzter Konsequenz nichts weniger als absolut unverzichtbar.“ Sowohl Rock Hard als auch das eclipsed-Magazin nahmen das Album in ihre jeweilige Liste der wichtigsten Progmetal-Veröffentlichungen auf.